# Knezdol
Knezdol je naselje v Občini Trbovlje.